# 李鸣钟旧居
李鸣钟旧居是原国民政府北京警卫总司令、29路军总指挥、豫鄂皖边区绥靖督办、河南省政府委员、河南省赈济委员会主任委员、国民党军事委员会委员、黄河水利委员会顾问、花园口堵口工程委员会副主任、南京政府行宪第一届监察委员、国民政府参议院上将参议李鸣钟在天津的故居。主楼建于1920年。位于当时的天津法租界的霞飞路（Avenue Joffre）（今和平区花园路11号），目前是天津市和平区文物保护单位和重点保护等级历史风貌建筑。现由中国民主建国会天津市委员会办公用。

## 建筑风格
李鸣钟旧居建筑面积为1221平方米，为二层砖木混合结构楼房带地下室。建筑外立面为水泥饰面，顶部为平顶。建筑入口为坡式台阶，台阶上设有方形小门厅，建筑首层右侧设有外凸弧形客厅，其上装饰有金属护栏阳台。旧居的院墙设有半封闭金属护栏。是一座折中主义风格的大楼。